# Dziki Mesjasz
Dziki Mesjasz (ang. Savage Messiah) – brytyjski film biograficzny z 1972 roku w reżyserii Kena Russella, zrealizowany na podstawie książki H. S. Edego. Zdjęcia kręcono w Bath, Bristolu, Londynie, Portland (hrabstwo Dorset) i Horsted Keynes (hrabstwo West Sussex).

## Fabuła
Historia związku rzeźbiarza Henri Gouthiera z Sophie Brzeską – guwernantką polskiego pochodzenia, która była od niego starsza o 20 lat aż do śmierci artysty na froncie I wojny światowej.

## Główne role
- Dorothy Tutin - Sophie Brzeska
- Scott Antony - Henri Gaudier-Brzeski
- Helen Mirren - Gosh Boyle
- Lindsay Kemp - Angus Corky
- Michael Gough - Pan Gaudier
- John Justin - Lionel Shaw
- Aubrey Richards - Burmistrz
- Ben Aris - Thomas Buff
- Eleanor Fazan - Pani Gaudier
- Otto Diamant - Pan Saltzman
- Imogen Claire - Mavis Coldstream
- Maggy Maxwell - Tart
- Susanna East - Pippa
- Judith Paris - Kate

## Nagrody i nominacje
- Nagrody BAFTA 1973
  - Najlepsza aktorka - Dorothy Tutin (nominacja)